# Министерство экономики и финансов Ирана
Министерство экономики и финансов Исламской Республики Иран (перс. وزارت امور اقتصادی و دارایی جمهوری اسلامی ایران‎) — государственный орган исполнительной власти Исламской Республики Иран, осуществляющий выработку и реализацию экономической и финансовой политики Правительства Ирана, а также осуществляющее общее руководство в области организации финансов в стране.

## История
Министерство экономики и финансов Ирана является преемником Министерства финансов правительства Музаффар ад-Дин Шаха Каджара, созданного 7 октября 1906 года в ходе Конституционной революции 1905—1911 гг..

## Руководство
Министерство экономики и финансов возглавляет министр экономики и финансов, назначаемый на должность Меджлисом по представлению Президента Ирана.
В 2021—2024 года министерство возглавлял Эхсан Хандузи.

## Функции министерства
Основные функции — выработка и реализация экономической и финансовой политики Правительства Ирана, а также осуществление общего руководства в области организации финансов в стране.
Министерство осуществляет правовое регулирование в следующих областях:
- макроэкономика,
- финансовые рынки и международный финансовый центр,
- стратегическое планирование,
- поддержка и развитие малого и среднего предпринимательства,
- внешнеэкономическая деятельность,
- государственные гарантии,
- инвестиционная политика,
- приватизация государственного имущества,
- финансы;
- бюджетная, налоговая, страховая, валютная и банковская деятельность;
- организация составления и исполнения государственного бюджета;
- межбюджетные отношения;
- кредитная кооперация;
- страхование
- финансовые рынки;
- рынок ценных бумаг;
- государственный долг;
- аудиторская деятельность;
- бухгалтерский учёт и бухгалтерская отчётность;
- таможенные платежи и определение таможенной стоимости товаров;
- таможенно-тарифное регулирование;

## Структура министерства
В структуру Министерства входят:
- Департамент банковской деятельности, страхования и по делам государственных компаний
- Департамент казначейства и финансового контроля
- Департамент экономики
- Департамент по правовым делам и парламентским связям
- Департамент управления и развития персонала

## Подведомственные учреждения
1. Агентство по аудиту и бухгалтерскому учёту ИРИ
2. Агентство по инвестициям и технико-экономической помощи ИРИ
3. Агентство по иностранным инвестициям ИРИ
4. Агентство по приватизации ИРИ
5. Национальный банк Ирана
6. Банк развития экспорта Ирана
7. Банк Сепах
8. Жилищный Банк
9. Промышленный банк Ирана
10. Сельскохозяйственный банк ИРИ
11. НИИ экономики
12. Организация бирж и рынков ценных бумаг ИРИ
13. Организация по сбору и продаже государственного имущества Ирана
14. Страховое акционерное общество Ирана
15. Страховое акционерное общество «ДАНА»
16. Таможенная служба ИРИ
17. Финансовое агентство ИРИ
18. Центральное страховое общество ИРИ